# Warnakiele
Warnakiele (biał. Варнакелі; ros. Варнакели) – wieś na Białorusi, w obwodzie grodzieńskim, w rejonie werenowskim, w sielsowiecie Bieniakonie, przy granicy z Litwą.
W dwudziestoleciu międzywojennym leżały w Polsce, w województwie nowogródzkim, w powiecie lidzkim, w gminie Bieniakonie.